# Абиан, Пабло
Пабло Абиан Висен (исп. Pablo Abián Vicen; род. 12 июня 1985 года, Калатаюд, Испания) — испанский бадминтонист, чемпион Европейских игр 2015 года и чемпион Средиземноморских игр 2018 года в одиночном разряде.
Участник Олимпийских игр 2008, 2012, 2016 и 2020 годов. Многократный участник чемпионатов мира и Европы в составе сборной Испании.
7-кратный чемпион Испании в одиночном разряде (2007—2013). Чемпион в смешанном парном разряде (2004) и трёхкратный чемпион в мужском парном разряде (2010, 2012 и 2013).
Победитель Brazil International в одиночном разряде (2005). Победитель Polish Open в одиночном разряде (2010).